# Micropachyiulus paucioculatus
Micropachyiulus paucioculatus är en mångfotingart som först beskrevs av Karl Wilhelm Verhoeff 1899.  Micropachyiulus paucioculatus ingår i släktet Micropachyiulus och familjen kejsardubbelfotingar. Inga underarter finns listade i Catalogue of Life.